# عنصرها، بخش یک
«عنصرها، بخش یک» آلبومی از استراتوواریوس است که در ۲۲ ژانویه ۲۰۰۳ منتشر شد.